# Fulianka
Fulianka (bis 1948 slowakisch „Fuľanka“; ungarisch Fulyán) ist eine Gemeinde im Osten der Slowakei mit 417 Einwohnern (Stand 31. Dezember 2024) im Okres Prešov, einem Teil des Prešovský kraj, und wird zur traditionellen Landschaft Šariš gezählt.

## Geographie

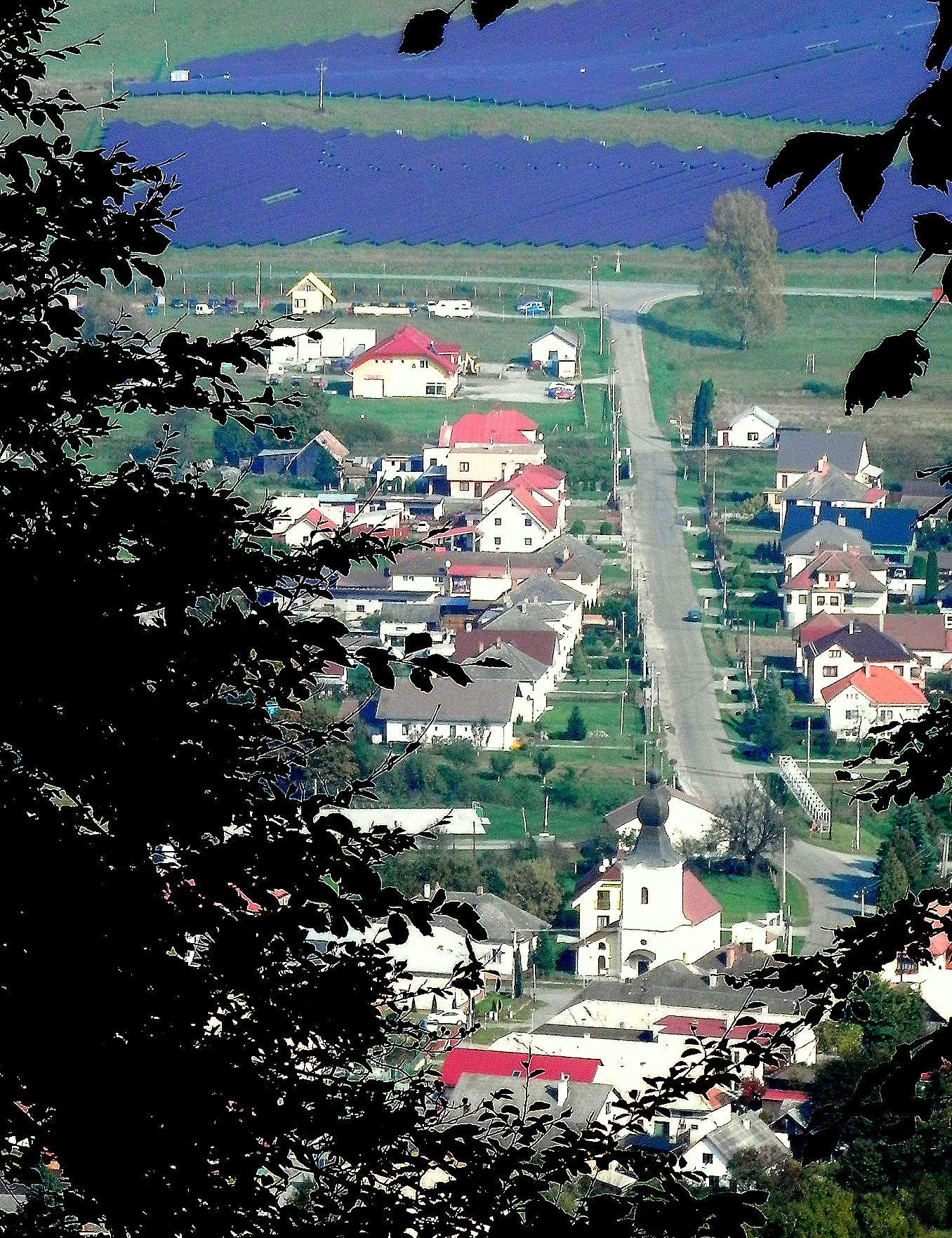
Blick auf Fulianka von der Burgruine Kapušany

Die Gemeinde befindet sich am Übergang vom Bergland Šarišská vrchovina in die Niederen Beskiden, beiderseits des Sekčov. Von Südwesten ragen die Berge rund um die Ruinen der Burg Kapušany in das Gemeindegebiet hinein. Das Ortszentrum liegt auf einer Höhe von 277 m n.m. und ist 13 Kilometer von Prešov entfernt.
Nachbargemeinden sind Tulčík im Norden, Podhorany im Osten, Kapušany im Süden und erneut Tulčík im Westen.

## Geschichte

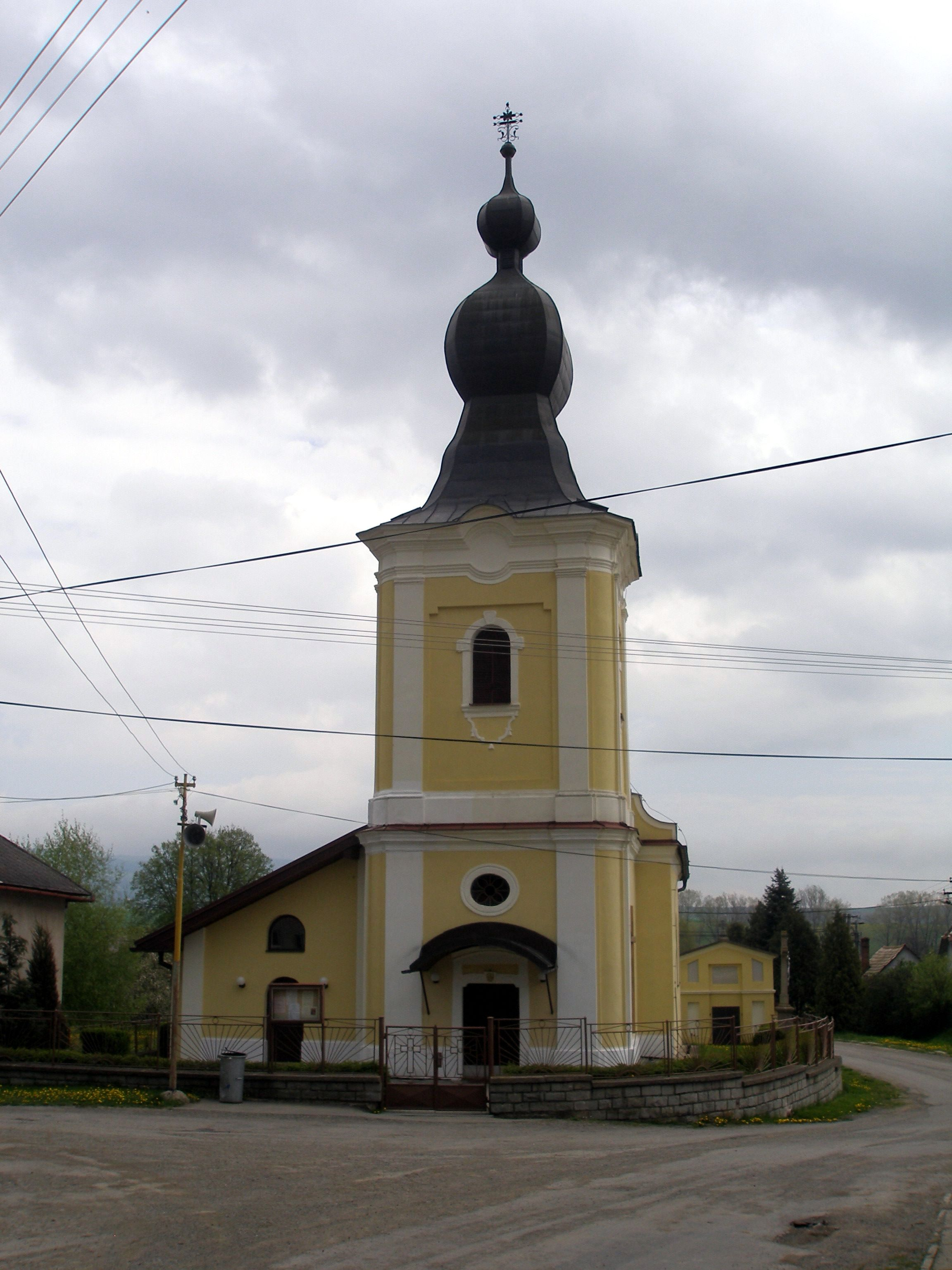
Kirche in Fulianka

Fulianka wurde zum ersten Mal 1410 als Fwlyan schriftlich erwähnt und gehörte zum Herrschaftsgut der Burg Kapušany. 1427 wurden in einem Steuerverzeichnis neun Porta verzeichnet. Bis zum 16. Jahrhundert war das Leben vom Schultheißrecht bestimmt. 1828 zählte man 56 Häuser und 421 Einwohner.
Bis 1918 gehörte der im Komitat Scharosch liegende Ort zum Königreich Ungarn und kam danach zur Tschechoslowakei beziehungsweise heute Slowakei.

## Bevölkerung
| Jahr                | 1994 | 2004    | 2014    | 2024    |
| ------------------- | ---- | ------- | ------- | ------- |
| Anzahl der Personen | 358  | 388     | 393     | 417     |
| Unterschied         |      | +8,37 % | +1,28 % | +6,10 % |

| Jahr                | 2023 | 2024 |
| ------------------- | ---- | ---- |
| Anzahl der Personen | 417  | 417  |
| Unterschied         |      | +0 % |

Nach der Volkszählung 2011 wohnten in Fulianka 388 Einwohner, davon 373 Slowaken und zwei Russinen. 13 Einwohner machten keine Angabe zur Ethnie.
188 Einwohner bekannten sich zur römisch-katholischen Kirche, 171 Einwohner zur griechisch-katholischen Kirche sowie jeweils ein Einwohner zur Evangelischen Kirche A. B. und zur orthodoxen Kirche. 9 Einwohner waren konfessionslos und bei 18 Einwohnern wurde die Konfession nicht ermittelt.

## Bauwerke
- griechisch-katholische Cosmas-und-Damian-Kirche im gemischten barock-klassizistischen Stil aus dem Jahr 1800